# Djuna Barnes
Djuna Barnes född 12 juni 1892 i Cornwall-on-Hudson i New York, död 18 juni 1982 i New York, var en amerikansk författare, journalist och konstnär. 
Hon tillhörde under 1920- och 1930-talen den amerikanska konstnärs- och författarkolonin i Paris. Hennes författarskap var personligt och originellt och romanen Nightwood har blivit en modernistisk klassiker som ges ut i ständigt nya utgåvor. 

## Biografi
Djuna Barnes växte upp på en gård norr om New York i en bohemisk familj där fadern var konstnär som levde tillsammans med sin hustru, sin älskarinna samt åtta barn. Farmodern hade varit journalist och suffragett. Djuna Barnes hade 4 bröder som helsyskon. Som sextonåring ska hon ha utsatts för ett sexuellt övergrepp. Hon gifte sig tidigt men äktenskapet varade bara ett år. Modern bröt slutligen upp från äktenskapet och flyttade med barnen till New York. Skolgången för Djuna Barnes bestod huvudsakligen av den undervisning hon fick av sin far och farmor och var fokuserad på musik och litteratur. Hon studerade därefter konst vid Pratt Institute och Art Student's Leage i New York.

Hon började arbeta som journalist och illustratör för flera tidningar och magasin och hon var skådespelare i teatergruppen The Provincetown Players. 1915 publicerade hon en chapbook med dikter och teckningar, The Book of Repulsive Women. Hon skrev också pjäser varav Eugene O´Neill producerade tre enaktare på The Provincetown Players 1919. Dessa kom senare att tillsammans med dikter och teckningar ingå i A Book, 1923.
Djuna Barnes kom till Paris 1921 i syfte att intervjua författare och konstnärer och hon kom snabbt att själv bli ett välkänt namn i de kulturella kretsarna. Hon utvecklade en personlig klädstil och var öppen med sin sexuella läggning som bisexuell. Under tiden i Paris hade Djuna Barnes ett flerårigt förhållande med den amerikanska skulptören Thelma Wood.
Djuna Barnes var en flitig gäst vid de litterära salongerna, bland annat hos Natalie Clifford Barney på gatan rue Jacob. Hon deltog aktivt i Barneys "Académie des femmes", ett forum ägnat att uppmärksamma kvinnliga författare. Djuna Barnes inspirerades av dessa litterära kretsar, där en lesbisk identitet ofta var uttalad, när hon skrev Ladies almanack, (Damernas almanacka) 1928. Samma år publicerade hon romanen Ryder och åtta år senare det som har kommit att beskrivas som hennes mästerverk och banbrytande för den litterära modernismen, Nightwood (Nattens skogar).
Med stöd av mecenaten Peggy Guggenheim återvände Djuna Barnes till USA 1940 och hon var då präglad av spritmissbruk. Hon publicerade ytterligare ett litterärt verk i form av ett versdrama The Antiphon (Växelsången) 1958. Detta drama översattes till svenska av Dag Hammarskjöld och Karl Ragnar Gierow och hade världspremiär på Dramaten med Sif Ruud i huvudrollen 1961.
Djuna Barnes levde i fortsättningen ett enstöringsliv i Greenwich Village och kallade sig själv "the most famous unknown author in the world" (världens mest berömda okända författare"). Djuna Barnes dog 1982, 90 år gammal.

## Författarskap
I sitt arbete som journalist var Djuna Barnes personlig, orädd och livfull på ett sätt som stått sig över tid. För att ge spänning och trovärdighet utsatte hon sig själv för utmaningar såsom att låta sig räddas med brandstege från en skyskrapa eller tvångsmatas på det sätt som man gjorde med hungerprotesterande suffragetter Djuna Barnes kom till Paris i första hand för att göra reportage av kända kulturpersonligheter. Bland andra intervjuade hon modeskaparen Coco Chanel och valde titeln Nothing Amuses Coco Chanel After Midnight baserat på ett uttalande under intervjun.
The Book of Repulsive Women som först publicerades 1915 innehåller 8 dikter som beskriver olika kvinnor: en mor, en prostituerad, en cabarédansös med flera på ett sätt som radikalt avviker från den då gängse moraliska traditionen. De kompletteras med författarens teckningar vars placering i relation till texten har varierat i de olika upplagor som existerat. Djuna Barnes höll själv inte detta verk särskilt högt.
A Book, 1923, innehåller pjäser och noveller, inklusive A Night Among The Horses (på svenska Natt bland hästar) som tidigare hade publicerats i tidskriften The Little Review, det viktigaste litterära magasinet under 1910- och 1920-talen.

### Ryder
Romanen Ryder, 1928, är en familjehistoria om en man, hans hustru och älskarinna och har uppfattats ha självbiografiska inslag. Djuna Barnes lyfter fram det kvinnliga perspektivet med exemplen på förtryck och utnyttjande. Hon betecknade själv romanen som "the story of 'a female Tom Jones'". Romanen blev en försäljningssuccé och gav författaren ett välkommet ekonomiskt utrymme.

### Damernas almanacka
Ladies Almanack, 1928 (på svenska Damernas almanacka), är en satirisk illustrerad nyckelroman i format av månadskrönikor som beskriver de lesbiska kretsarna i dåtida Paris. Den var försedd med illustrationer och gavs ut i begränsad upplaga under pseudonymen "A lady of fashion". På grund av innehållets karaktär spreds den huvudsakligen från person till person, även till USA dit den fick smugglas eftersom postverket vägrade att handskas med den.

### Nattens skogar
1936 publicerades romanen Nightwood (på svenska Nattens skogar) vilken har beskrivits som Djuna Barnes' mästerverk. T.S Eliot skriver i sitt förord att den "vänder sig främst till poesiläsare" och förtydligar att "den är en så bra roman att bara en känslighet som övats upp med poesi kan fullt uppskatta den". Den har kallats "världens mest komplicerade terapiroman". Djuna Barnes arbetade med den under flera år och den ursprungliga versionens 670 sidor förtätades till 212 delvis beroende på rädsla för censur av erotiskt frispråkigt innehåll och religiösa aspekter. Romanen beskrivs som mörk och suggestiv och som skildrande människor i utanförskap och med ganska lite handling. Djuna Barnes har inte gjort någon hemlighet av att det är hon själv och kärlekspartnern Thelma Wood som är modellerna för huvudpersonerna Nora Flood och Robin Vote medan Jenny Petherbridge "snylterskan" står för Henriette Alice McCrea-Metcalf som Thelma Wood bedrog henne med. Robin Vote beskrivs som en androgyn, undanglidande person "obegriplig som ett djur". Där finns också en ständigt närvarande doktor O'Connor som hemfaller åt långa monologer, "Mestadels pratar han på för att dränka mänsklighetens lilla jämmer och gnäll" enligt T.S. Eliot. Trots att den uppfattas som en kultroman är den bitvis svårläst och kan kräva långsam läsning flera gånger

### Växelsången
The Antiphon (på svenska Växelsången) är ett versdrama i tre akter som beskriver en familj i sönderfall och har setts som författarens uppgörelse med sin barndom. Djuna Barnes arbetade med verket i många år innan det slutligen publicerades 1958. Rollerna består av modern Augusta, dottern Miranda samt tre söner. Den avlidne despotiske fadern är bildligt närvarande. Mirandas utsatta situation i familjen speglas och hon förtrycks och förnedras av övriga familjemedlemmar.
Dag Hammarskjöld som då var generalsekreterare i FN kom i kontakt med The Antiphon och Djuna Barnes författarskap genom en bekant litteraturvetare och blev intresserad av att få dramat översatt. Poeten Majken Johansson var vidtalad och inledde brevkontakt med Djuna Barnes men det blev slutligen Dag Hammarskjöld själv tillsammans med Karl Ragnar Gierow som genomförde översättningen i nära dialog med författaren. Dramat kom därefter att 1961 uruppföras på Dramaten med Sif Ruud i rollen som modern och Birgitta Valberg som Miranda. Kritikerna var positiva till rollprestationerna men flera påtalade att det snarare var ett läsdrama än ägnat för sceniskt framförande. Den engelska versionen uppfördes inte förrän 1984 i San Francisco.

### Reportage och noveller på svenska
1995 publicerades på svenska ett urval av Djuna Barnes reportage från New York och Paris inkluderande titelreportaget om modeskaparen, Ingenting roar Coco Chanel efter midnatt. Boken ingår i en serie om reportagets mästare och urvalet är gjort av Stig Hansén och Clas Thor.
Djuna Barnes noveller kan uppfattas som "skruvade och underliga" och är befolkade med kvinnliga huvudpersoner som ofta har drag av författaren själv. Miljön speglar ett Europa i förändring som befolkas med ett mångkulturellt persongalleri. På svenska finns flera utgåvor av Djuna Barnes novellsamlingar: Natt bland hästar, 1961 och 2018, Rök och andra berättelser, 1989, En farlig flickas dagbok, 2011. Under 2018 är också ett 10-tal noveller publicerade som e-böcker.